# Cámara Uruguaya del Disco
A Cámara Uruguaya del Disco, conhecida pela sigle CUDISCO, é uma empresa oficial que representa as indústrias fonográficas da Uruguai. É também associada ao IFPI.